# Шабле

Герб Шабле

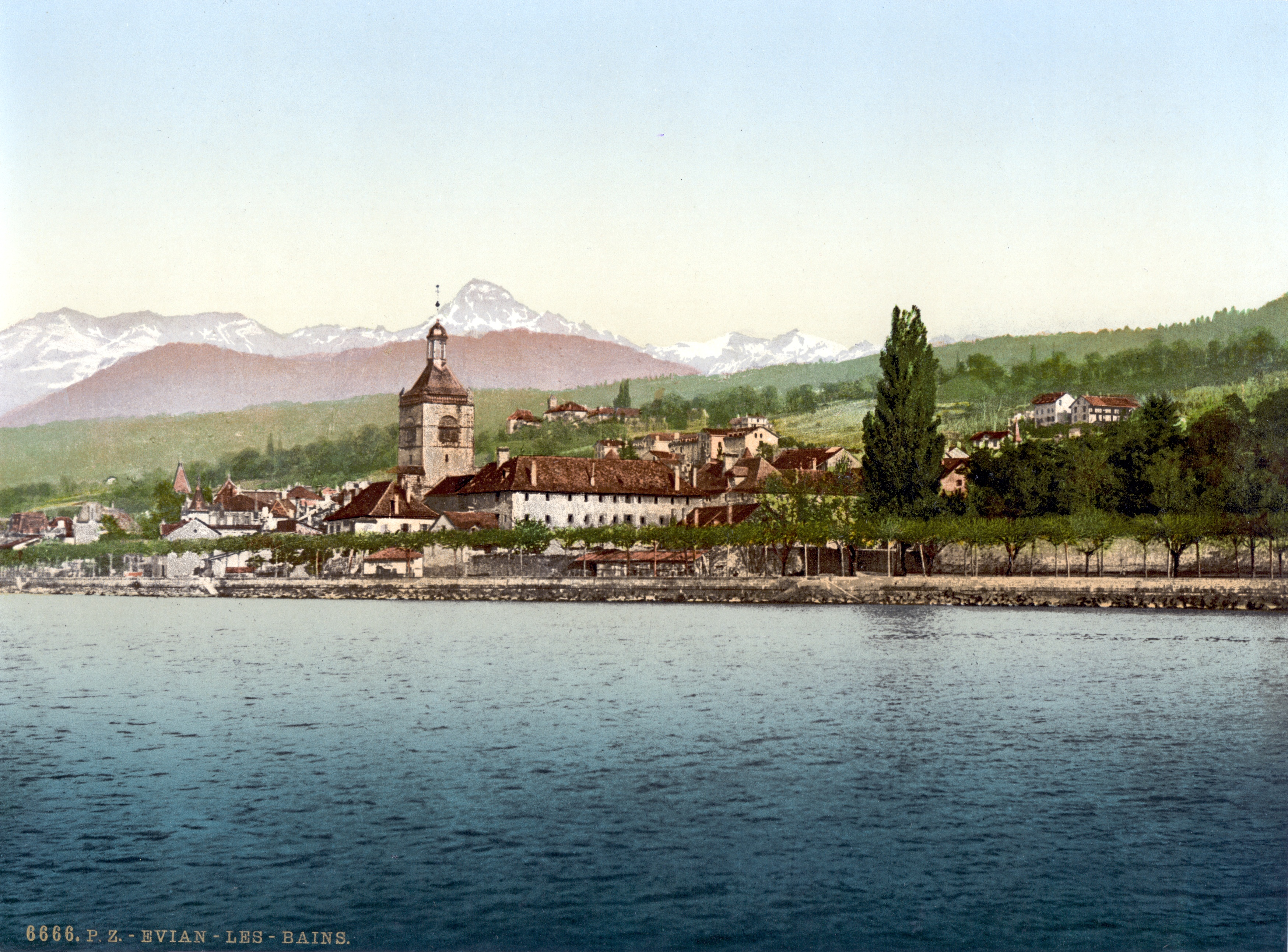
Курорт Евіан-ле-Бен близько 1900 року

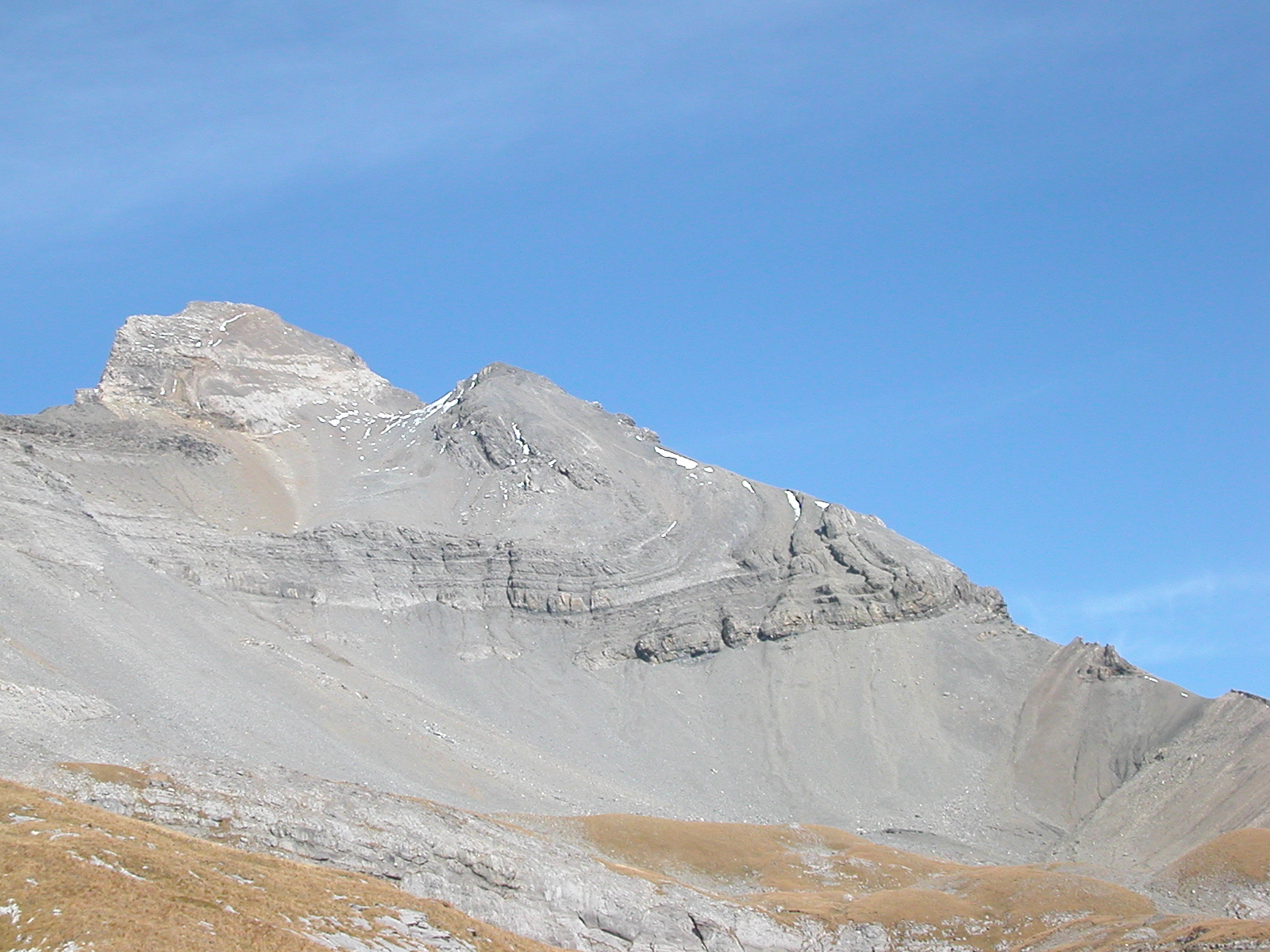
Найвища точка Шабле — вершина Високий пік масиву Дан-дю-Міді

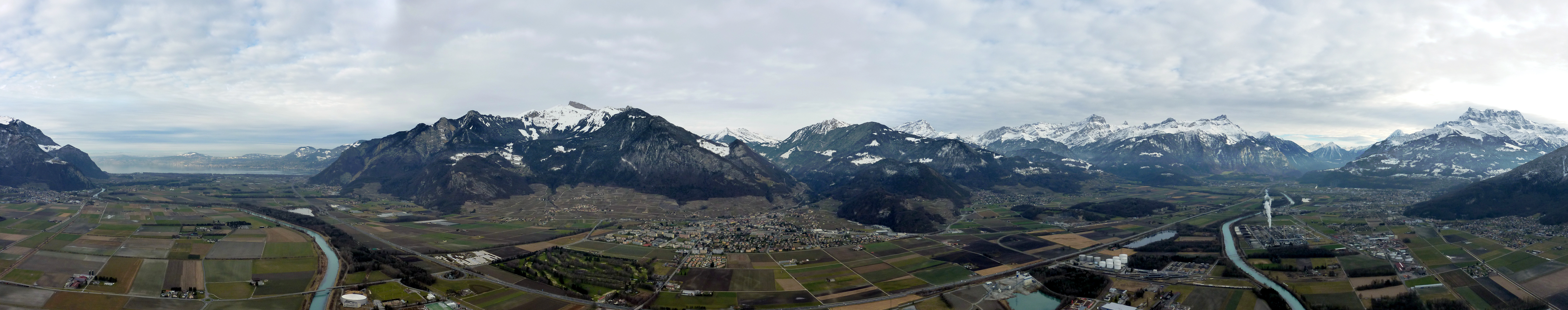
Швейцарське Шабле від Женевського озера до Дан-дю-Міді

46°22′ пн. ш. 6°29′ сх. д. / 46.36° пн. ш. 6.49° сх. д.
Шабле́ (фр. Chablais, від лат. caput lacus — «голова [Женевського] озера»; італ. Chiablese) — історичний регіон на південь від Женевського озера, колишня північна провінція Савойського герцогства. З середини XIX століття розділений між Францією та Швейцарією.
Більша західна частина — узбережжя озера навколо міст Тонон-ле-Бен та Евіан-ле-Бен, а також водозбірний басейн річки Дранс — належить до французького департаменту Верхня Савоя. Швейцарська частина, через яку протікає Рона, складається з валліського округу Монте та водуанського округу Егль.
Географічно Шабле належить до Савойських, Водуанських і Фрібурських Передальп та Бернських Альп. На сході регіону, вздовж франко-швейцарського кордону розташовані Альпи Шабле. Найвищою точкою є Високий пік (фр. Haute Cime) заввишки 3 258 м у масиві Дан-дю-Міді у валліській частині Савойських Альп.
Французька частина Шабле з 2012 року отримала статус Глобального геопарку ЮНЕСКО під брендом Geopark Chablais.

## Історія
Регіон належав до володінь абатства Сен-Моріс і перейшов до Савойського дому у 1032 році. Під час Бургундських війн у 1475 році бернці спочатку захопили його територію східніше Рони (ландфогтство Егль), а у 1536 році — спільно з кантоном Вале — решту Шабле. За договорами в Лозанні (1564) та Тононі (1569) більшість території Шабле було повернуто Савойському герцогству, за винятком фогтства Монте, яке залишилося в складі швейцарського кантона Вале. Після поширення протестантської віри в бернській частині Шабле, католицька церква зуміла відновити свої позиції в регіоні завдяки проповідницькій діяльності святого Франциска Салезького, тодішнього єпископа Ансі, та капуцинів у період з 1594 по 1598 рік.
Під час Коаліційних воєн з 1792 по 1815 роки західна частина Шабле як частина Савої належала Франції. Після повернення до складу Сардинського королівства, що прийшло на заміну Савойському герцогству, вона стала демілітаризованою зоною. Коли Савоя у 1860 році остаточно відійшла до Франції, Шабле, на яке під час Савойської кризи 1859—1860 рр. також претендувала Швейцарія, до 1919 року отримало статус вільної зони (grande zone franche), що охоплювала 3790 квадратних кілометрів і становила 86 відсотків департаменту Верхня Савоя.